# 朱理治
朱理治（1907年7月25日—1978年4月9日），原名朱铭勋，江苏省南通县余西镇人。中华人民共和国政治人物。曾任中共陕甘晋省委书记，交通部副部长，计划委员会副主任，河北省革命委员会副主任等职。

## 生平
生于南通余西镇中医世家。小学就读于通州师范第一附小。1922年考入江苏省立第七中学。1926年，读完高二后考入清华大学经济系。1927年4月经同室同学余冠英介绍加入共产党。四一二事件后，出任清华大学党支部书记。1927年10月任北平西郊区委书记。1928年初任北平市临时工委书记。
1928年在南通被捕。1930年4月释放。1930年7月前往上海与江苏省委取得联系。1931年7月调团中央工作，任团中央宣传部秘书兼团中央训练班教员、中央文委中国左翼社会科学家联盟党团成员。九一八事变后，代表团中央出任上海市反日救国会领导工作。1932年2月与5月，两次去厦门和福州巡视。1932年7月任共青团江苏团省委组织部长。1934年3月调河北省委（北方局）工作，任省委组织部长、代理省委书记。
1935年3月中共中央驻北方代表孔原通知朱理治去陕北工作。朱理治5月初动身，7月初到达陕北永坪镇。不久，接到北方局来信，要他以北方局代表的名义工作。上海中央局的聂鸿钧到陕北后，成立中央局和北方局代表团，朱理治任代表团书记。1935年9月中旬，红二十五军长征到达陕北。1935年9月21日，中共陕甘晋省委在陕北永坪镇成立，朱理治任省委书记。
西安事变前后，任中共中央驻东北军特派员。抗战爆发后，先后任河南省委书记，中原局代理书记，新四军豫鄂挺进纵队政委。在陕甘宁边区遭受经济封锁时，1941年3月5日任弼时在中央政治局会议上提名朱理治任陕甘宁边区银行行长并获得通过，至1943年1月15日（西北局高干会议结束的次日）被正式免职；实际到1942年9月就已经被免职，此后至1943年3月辅助黄亚光工作。1943年3月调中央党校学习。
在国军大举进攻东北中共占领区时，他任东北局驻北朝鲜全权代表，代表处在朝鲜四个城镇设有办事处，对外称“平壤利民公司”。辽沈战役前夕，他任东北军区后勤部副部长。
1949年中华人民共和国成立后，他担任过中财委物资局长，中央交通部副部长，中央财经小组成员兼国家计委副主任，华北局书记处书记兼计委主任等职务。
1978年4月9日因肝癌在北京逝世，终年70岁。

## 家庭
妻子：季瑶琴（1911-1936），1933年与朱理治结婚，1936年患肺炎病逝，与朱理治育有一子一女。
- 长子[4]：朱尔谨，曾任冶金部钢铁研究院特钢研究室主任，妻子任远征。
- 长女：生于1936年初，返乡路上失踪[3]。

妻子：苏菲（1914-1989），原名曹恩荣，1937年与朱理治结婚，1989年病逝，与朱理治育有三子。
- 次子朱佳木，任中国社会科学院副院长、党组成员兼当代中国研究所所长[5]，妻子周小平。
- 三子朱平壤[4]，曾任中国财经杂志社社长、顾问，妻子吕冀璞。
- 四子朱勇[4]，原名朱支前，曾为广东华侨信托投资公司副总经理。

## 延伸阅读
- 宋霖; 吴殿尧. . 中共党史出版社. 2007. ISBN 9787801997425.
- 中共河南省委党史研究室 (编). . 中共党史出版社. 2007. ISBN 9787801997074.
- 苏士澍 (编). . 中央文献出版社. 2007. ISBN 9787507323191.
- 南通市地方志编纂委员会办公室 (编). . 中共党史出版社. 2008. ISBN 9787801999511.
- 邢志华 (编). . 长城出版社. 2013. ISBN 9787548301776.